# غیرت
غیرت (به عربی: غيرة) واژه‌ای عربی و به و از ماده "غَ یَ رَ " به معنای توجه به غیر و دیگری و در نظر داشتن دیگری و محور قرار دادن دیگری است. در اصطلاح برای ناموس به کار برده می‌شود و هر کس ناموس سه‌گانه اعم از وطن، خانواده، دین را بخواهد محور قرار دهد، یعنی غیریت را محور قرار داده و این عمل غیرت خوانده می‌شود. غیرت علی‌رغم باور عامه به معنای رشک پذیری یا سلطه‌جویی بر دیگری نیست.

## انواع غیرت
برخلاف تصور عموم مردم، غیرت یک واژهٔ کلی است که انواع و اقسام مختلفی دارد، نظیر: غیرت ملّی، غیرت دینی، غیرت انسانی، غیرت بر محارم و…

### برداشت‌ها
مهدی نراقی در تعریف غیرت گفته‌است: 
غیرت و حمیّت؛ یعنی تلاش در نگهداری آنچه حفظش ضروری است.
به‌طور کلی در مفاهیم اسلامی، غیرت حسی درونی دانسته شده که برای محافظت از حریم خانواده در وجود مرد نهاده شده‌است، مرد با همین صفتِ غیرت، ناموس خود را از دسترس لذت جویی و نگاه آلودهٔ دیگران دور می‌کند و همسر خود را تنها در انحصار خود نگاه می‌دارد. در مبحث حجاب سید ابوالحسن مهدوی آمده‌است که: 
در وجود زن احساسی نهفته‌است، به این صورت که نیاز دارد کسی حامی و دلگرمی او باشد، این نیازِ زن با همان صفت غیرت که در وجود مرد است، پاسخ داده می‌شود.
 سپس در ادامه، جمله‌ای از جان گری، پژوهشگر انگلیسی آورده‌است:
 زن، زمانی احساس آرامش خواهد کرد که احساس کند تسلیم کسی است که می‌تواند به او اعتماد کند و آن‌کس او را حمایت می‌کند و به او اهمیت می‌دهد، این نیاز درونی و واقعی زن است. زمانی که این جنبه زن رشد پیدا کرد، می‌تواند جنبهٔ عاشقانه و محبت‌آمیز طبیعتش را احساس و بیان کند.
در پژوهشی ریشه کارکرد غیرت مرتبط با خویدوده در ایران باستان دانسته شده است:
 انتساب پیدایش عصبیت سختی چون غیرت به دین اسلام منتفی گشته و ریشه‌های آن در واقعیت‌هایی بسیار کهن‌تر قابل پیگیری خواهد شد: دسترسی مرد بیگانه به ذخایر جنسی دوده محدودتر خواهد شد اگر ازدواج با محارم صورت گیرد... دست مرد بیگانه اگر کوتاه شود، مساوی خواهد بود با تضمین کام جنسی‌ای که بر مالی انباشته‌تر علاوه گشته است. غیرت ضامن خویدوده و خویدوده مددکار نظام کاست بود. کارکرد غیرت ریشه‌ای عمیق در سنت خویدوده داشت.

## غیرت بر محارم
از منظرِ اسلامی، رشک‌ورزیِ یک مرد بر زنانِ هم‌خونِ وی اعم از مادر، خواهر، همسر و دختران گونه‌ای خوب از رشک‌ورزی یا غیرت است. در این فرهنگ، فردی که بر محارمِ خود، غیرت ندارد را دَیوث(به عربی: دیوث) می‌نامند.

### جرایمِ ناموسی و وابسته به غیرت
در برخی از فرهنگ‌های ایرانی، ممکنست غیرت با جوانمردی و ناموس به اشتباه در یک راستا پنداشته شود. در کشورهای اسلامی، جرایمِ ناموسی به دلیلِ آنچه که بیشتر ناموس‌مداری گفته می‌شود، رخ می‌دهند.

### در قوانین
در ایران، بر اساس مادهٔ ۶۳۰ قانون مجازات اسلامی (کتاب پنجم شامل تعزیرات و مجازات‌های باز دارنده)، مصوب ۲ خرداد ۱۳۷۵:
«هرگاه مردی همسر خود را در حال زنا با مرد اجنبی مشاهده کند و علم به تمکین زن داشته باشد، می‌تواند در همان حال آنان را به قتل برساند و در صورتی که زن مکرَه باشد، فقط مرد را می‌تواند به قتل برساند. حکم ضرب و جرح در این مورد نیز مانند قتل است.» 
مبنای این اصل قانونی فتاوای فقهای شیعه است که مبتنی بر روایاتی در این زمینه است. البته در این وضعیت هرچند شخص گناه و جرمی مرتکب نشده اما باید واقعه را در دادگاه اثبات کند. همچنین نظر مخالفی نیز در بین اقلیتی از فقها، همچون ابوالقاسم خویی، مطرح شده‌است که روایات مربوط به این حکم را غیرمعتبر یا مربوط به حالت دفاع می‌دانند. بنا بر مراتب فوق، معاونت امور زنان و خانواده رئیس‌جمهور، متن پیشنهادی «لایحه اصلاح ماده (۶۳۰) قانون مجازات اسلامی» را جهت طی تشریفات قانونی به هیئت دولت ارسال نمود. مطابق این لایحه پیشنهادی، به استناد موادی از قانون اساسی و منشور حقوق شهروندی «ماده (۶۳۰) قانون مجازات اسلامی مصوب ۱ اردیبهشت ۱۳۹۲ از قوانین مرتبط حذف می‌شوند.»
در برخی کشورهای غربی مانند بریتانیا، کانادا و استرالیا انجام برخی اعمال توسط مقتول که موجب فوران خشم غیرقابل کنترل قاتل می‌شود (از جمله رابطه برقرار کردن با همسر شخص در مقابل چشمان او)، می‌تواند جرم قتل عمد را به قتل شبه عمد تبدیل نماید.